# Franz von Stuck

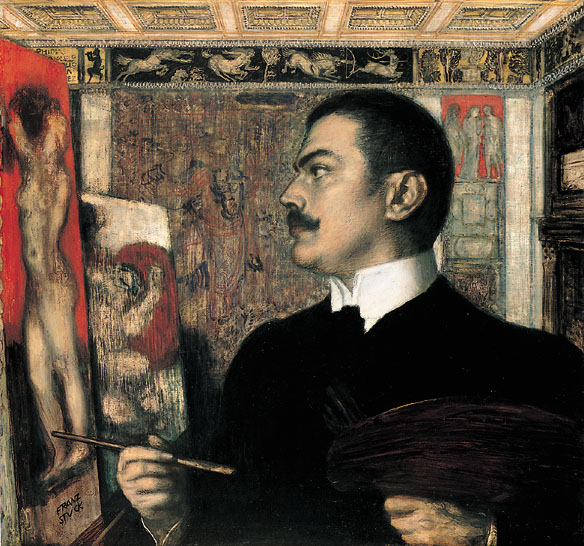
Franz von Stuck: Selbstbildnis im Atelier (1905)

Franz Stuck, ab 1906 Ritter von Stuck (* 23. Februar 1863 in Tettenweis, Landkreis Passau, Niederbayern; † 30. August 1928 in München), war ein deutscher Zeichner, Maler und Bildhauer des Jugendstils und des Symbolismus.

## Leben

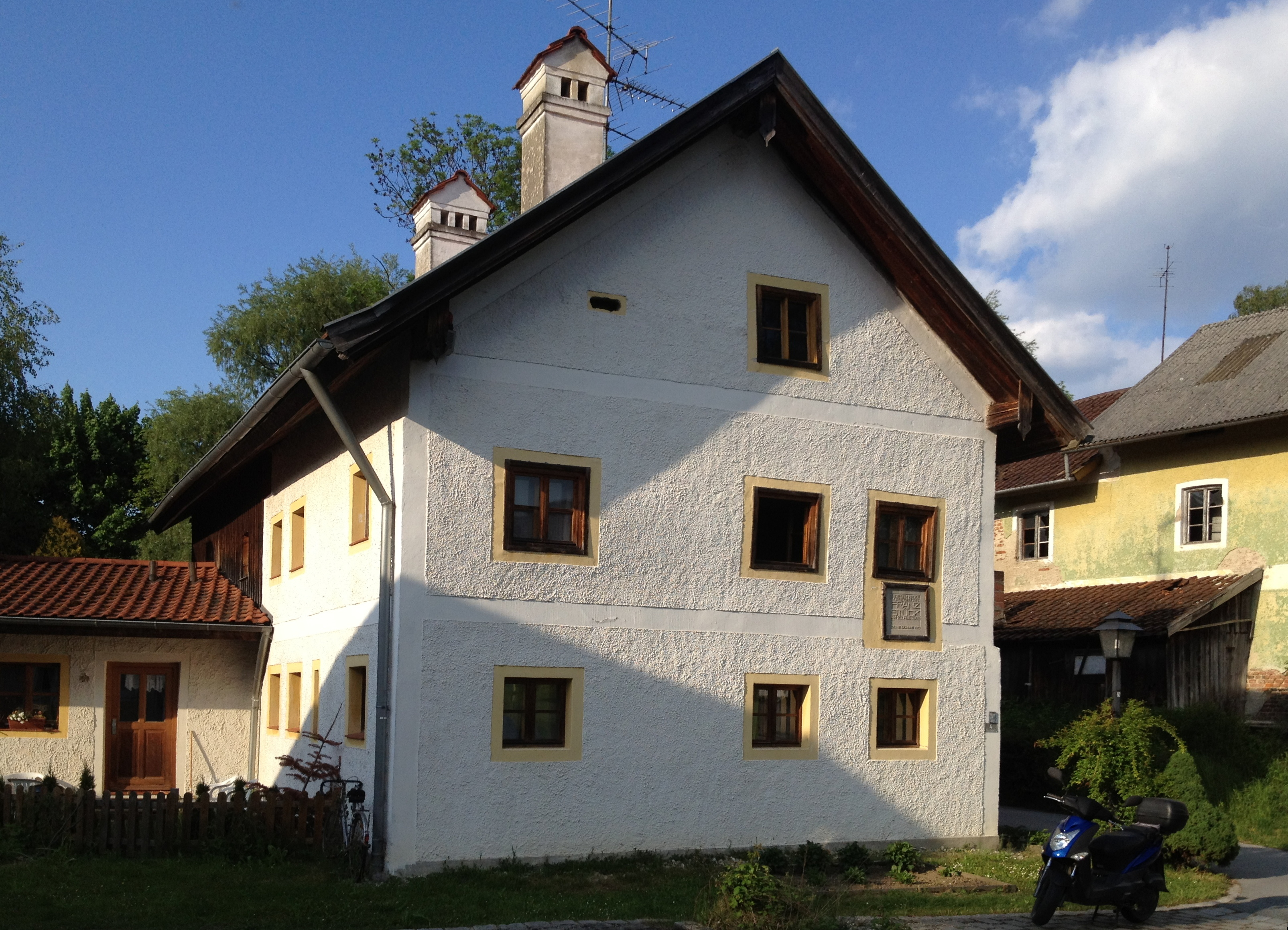
Geburtshaus von Franz von Stuck in Tettenweis

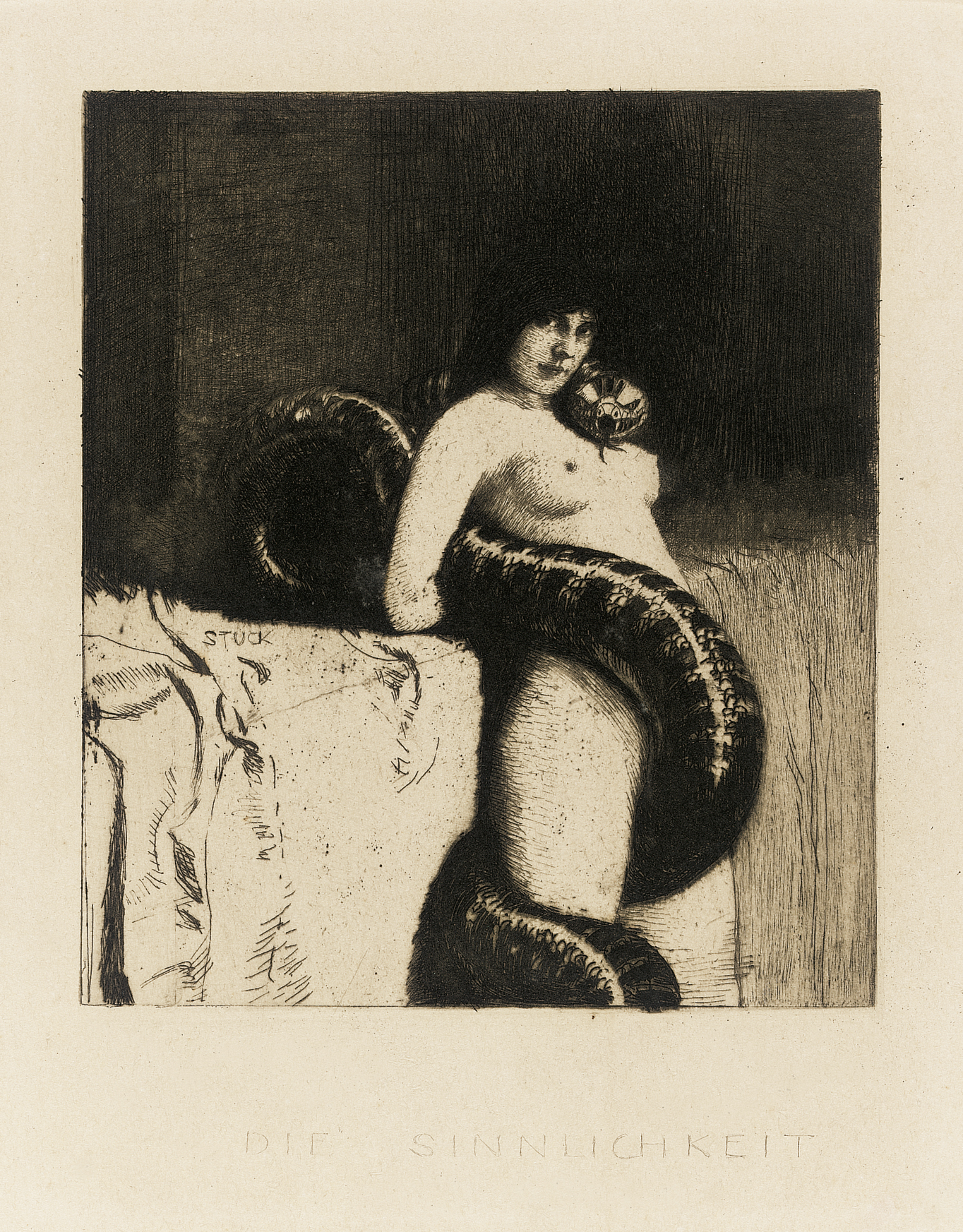
Die Sinnlichkeit, um 1891

Franz Stuck war Sohn eines Dorfmüllers. Er besuchte von 1878 bis 1881 die Königliche Kunstgewerbeschule München, wo er von Ferdinand Barth ermutigt wurde, anschließend bis 1885 seine künstlerische Ausbildung an der Akademie in München fortzusetzen. Er war zuerst als Zeichner erfolgreich. Schon während seiner Schulzeit lieferte er Illustrationen für Zeitschriften.

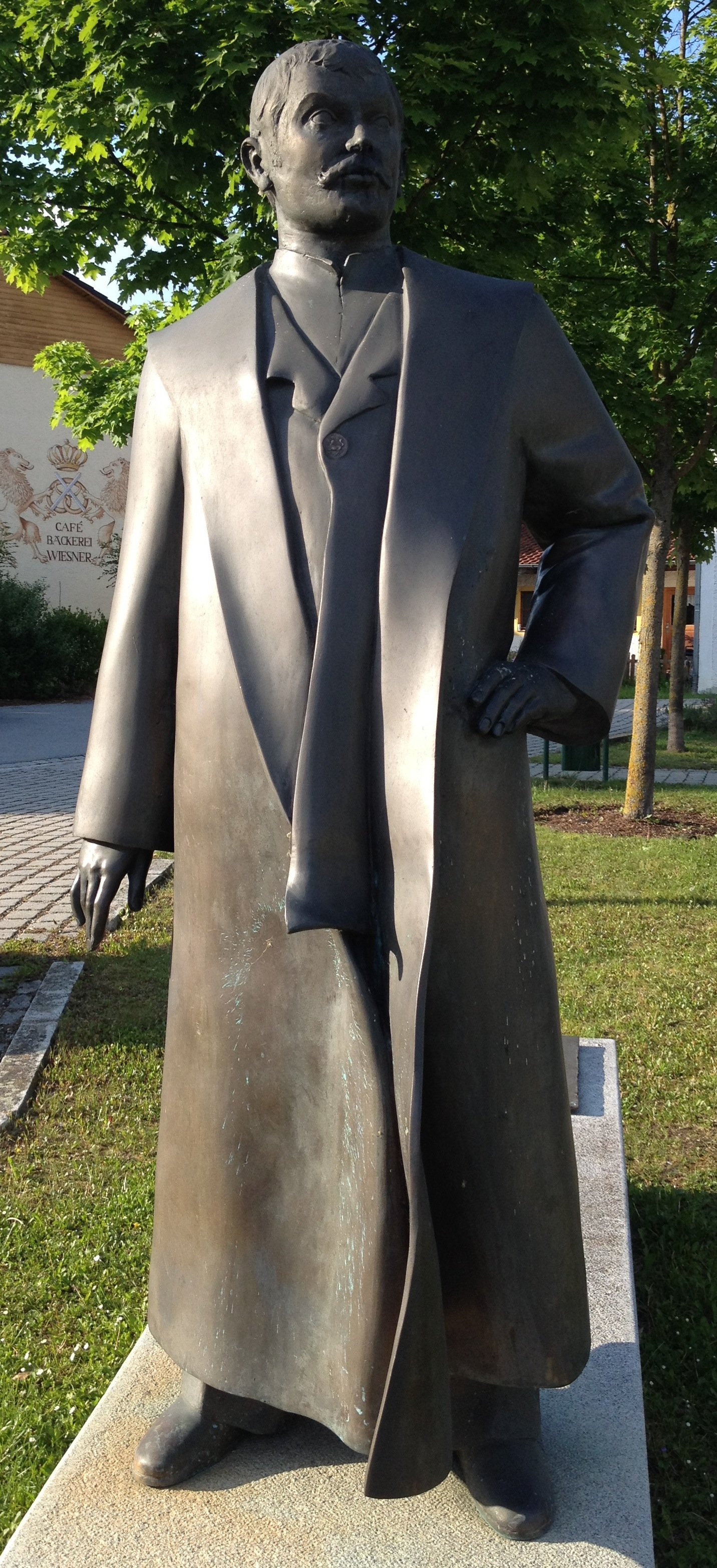
Franz-von-Stuck-Statue in Tettenweis, geschaffen von Dominik Dengl

Während des Studiums entstanden humoristische Zeichnungen und Entwürfe für das Kunstgewerbe. Über München hinaus wurde der gerade zweiundzwanzigjährige Künstler 1882 mit seinen Allegorien- und Emblementwürfen für den Verlag Gerlach & Schenk in Wien bekannt, einem Mappenwerk, an dem auch andere junge Künstler wie Max Klinger und Gustav Klimt mitarbeiteten. In einer weiteren Sammlung des gleichen Verlags, Karten und Vignetten, setzte Stuck 1886 seine geistreichen Entwürfe klassischer Bildaufgaben erfolgreich fort.

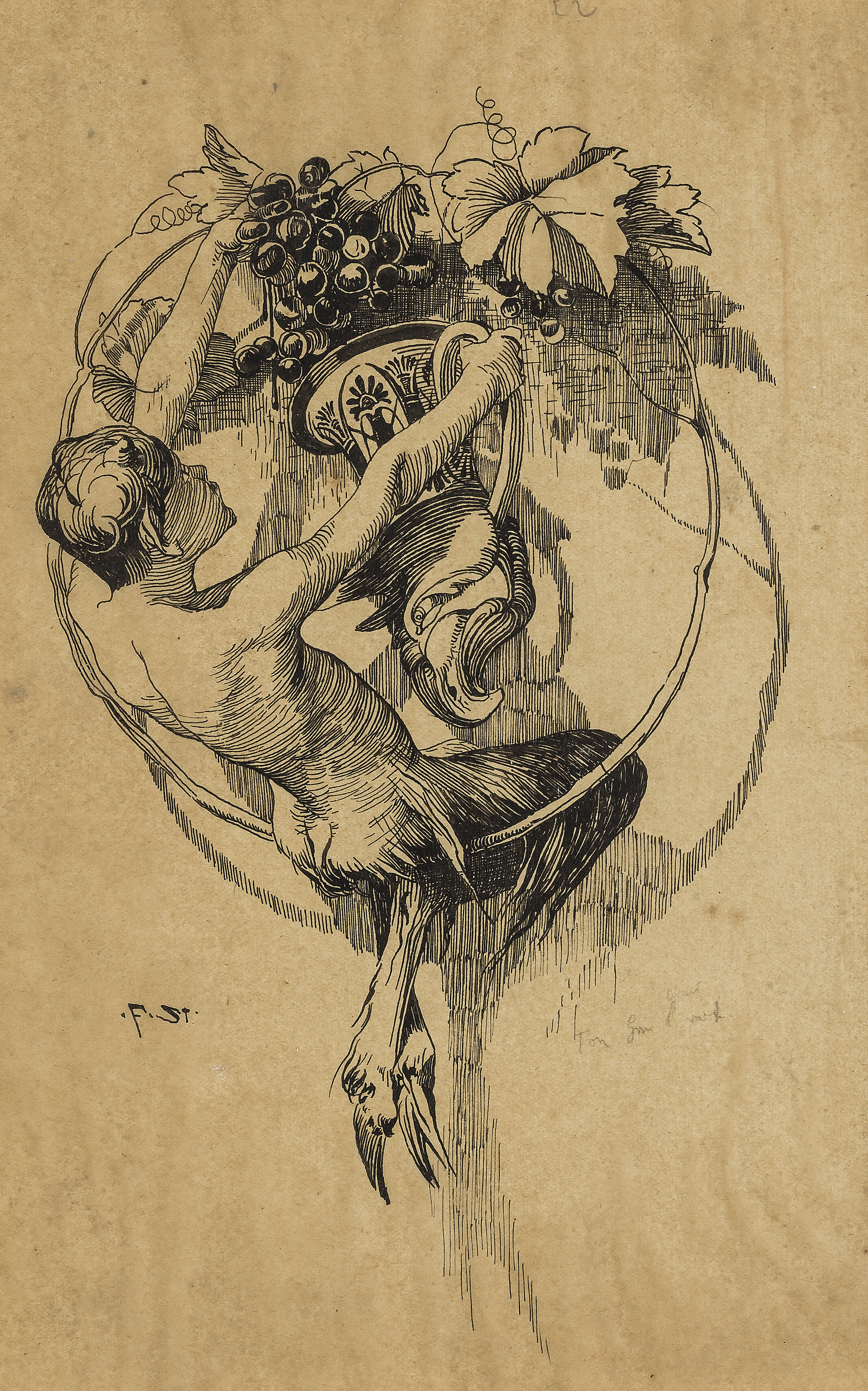
Faun mit Rhyton (1886)

Populär wurde Stucks Name durch eine Reihe von Karikaturen für die Zeitschrift Fliegende Blätter, für die bereits Ferdinand Barth gearbeitet hatte, von dessen Stil der junge Stuck sich auch anregen ließ. Um 1887 begann er mit der Ölmalerei zu experimentieren.
1892 gründete Stuck mit Wilhelm Trübner in Opposition zu den etablierten Künstlern die „Münchner Sezession“. Dennoch wird er zusammen mit Franz von Lenbach und Friedrich August von Kaulbach zu den Münchner Malerfürsten gezählt. Dies ist eine äußerliche Bezeichnung, denn in künstlerischer Hinsicht war Stuck in den 1890er Jahren Gegenpol zu Lenbach in der Auseinandersetzung, die in der Gründung der „Münchner Secession“ gipfelte. Im Münchner Verein für Original-Radierung, welcher der Secession nahestand, war er in jenen Jahren ebenfalls Mitglied.

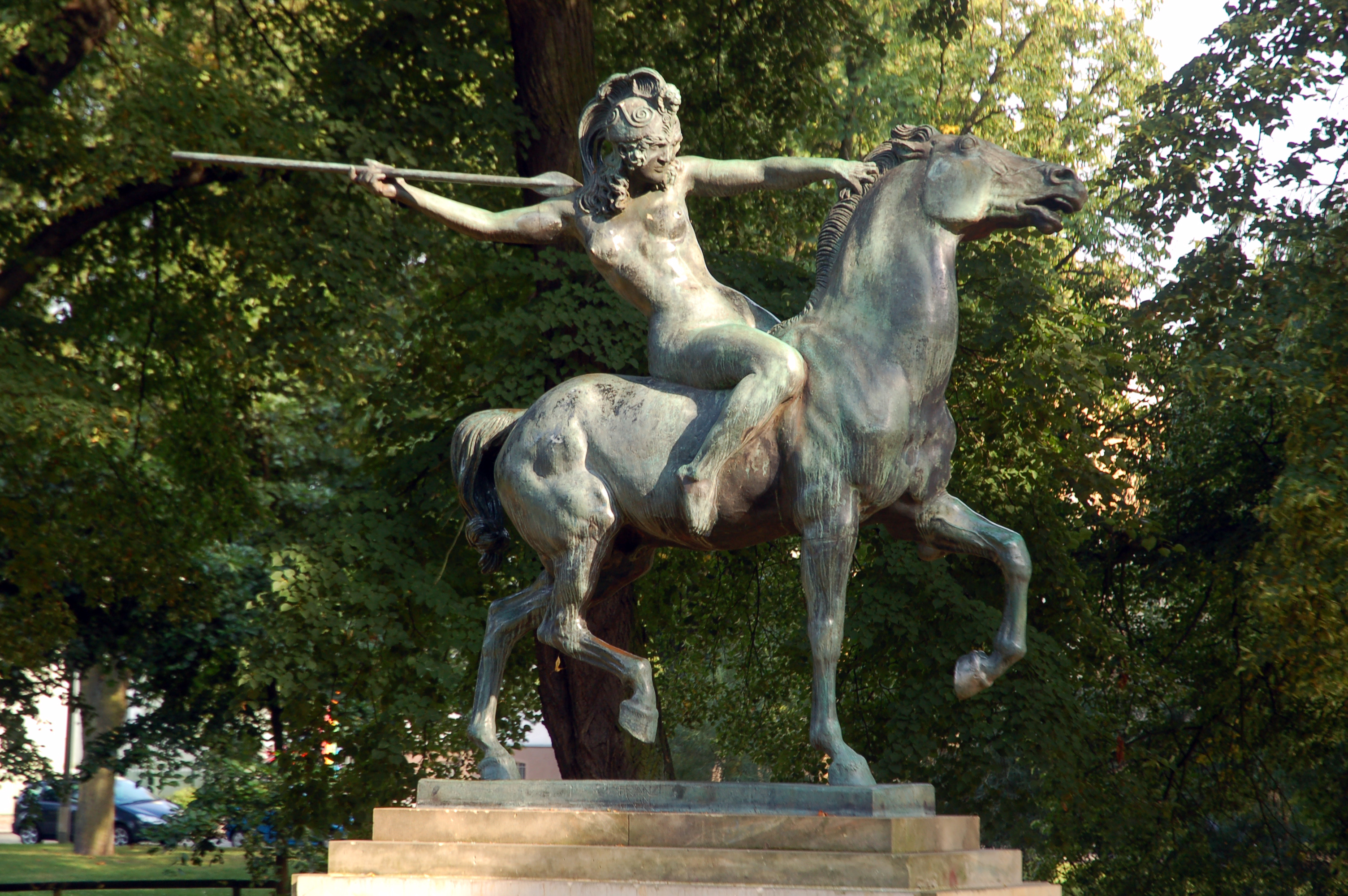
Kämpfende Amazone (1897), Bronze, früher in Carinhall, heute in Eberswalde

Ab 1895 war Stuck Professor an der Akademie und unterrichtete unter anderem Wassily Kandinsky, Paul Klee, Josef Hengge, Georges Kars, Paul Stollreither und Heinrich Strieffler. Er entwarf im Auftrag des Kölner Schokoladeproduzenten Ludwig Stollwerck Sammelbilder für Stollwerck-Sammelalben, u. a. die Serie „Die Musen“ für das Stollwerck-Sammelalbum No. 4 von 1899.
1897 wurde von Whistler die International Society of Sculptors, Painters and Gravers in London gegründet, Stuck war eines der Mitglieder. 1903 gehörte er zu den Gründungsmitgliedern des
Deutschen Künstlerbundes und als Jurymitglied auch zum erweiterten Vorstand des DKB. Auf der ersten, noch von der „Münchener Sezession“ ausgerichteten Künstlerbund-Ausstellung von 1904 war Stuck mit vier großen Ölgemälden vertreten.
Prinzregent Luitpold verlieh ihm am 9. Dezember 1905 das Ritterkreuz des Verdienstordens der Bayerischen Krone. Damit verbunden war die Erhebung in den persönlichen Adelsstand und er durfte sich nach der Eintragung in die Adelsmatrikel am 2. Januar 1906 „Ritter von Stuck“ nennen. 1912 erhielt er das Komturkreuz zu diesem Orden.
1906 war Stuck auch Gründungsmitglied des Deutschen Monistenbundes. 1914 unterzeichnete Stuck die Erklärung des Manifests der 93, die sich gegen alliierte Gräuelpropaganda wandte.
Ende Februar 1919 war Stuck während der Münchener Räterepublik für einige Tage Geisel der revolutionären Rotgardisten. Gefangen in der Münchner Vorstadt Haidhausen traf er dort auf den Chirurgen Ferdinand Sauerbruch, der den Eisner-Attentäter Anton von Arco in München medizinisch versorgt hatte (später gehörte Stuck zum häuslichen Umgang der Eheleute Sauerbruch).

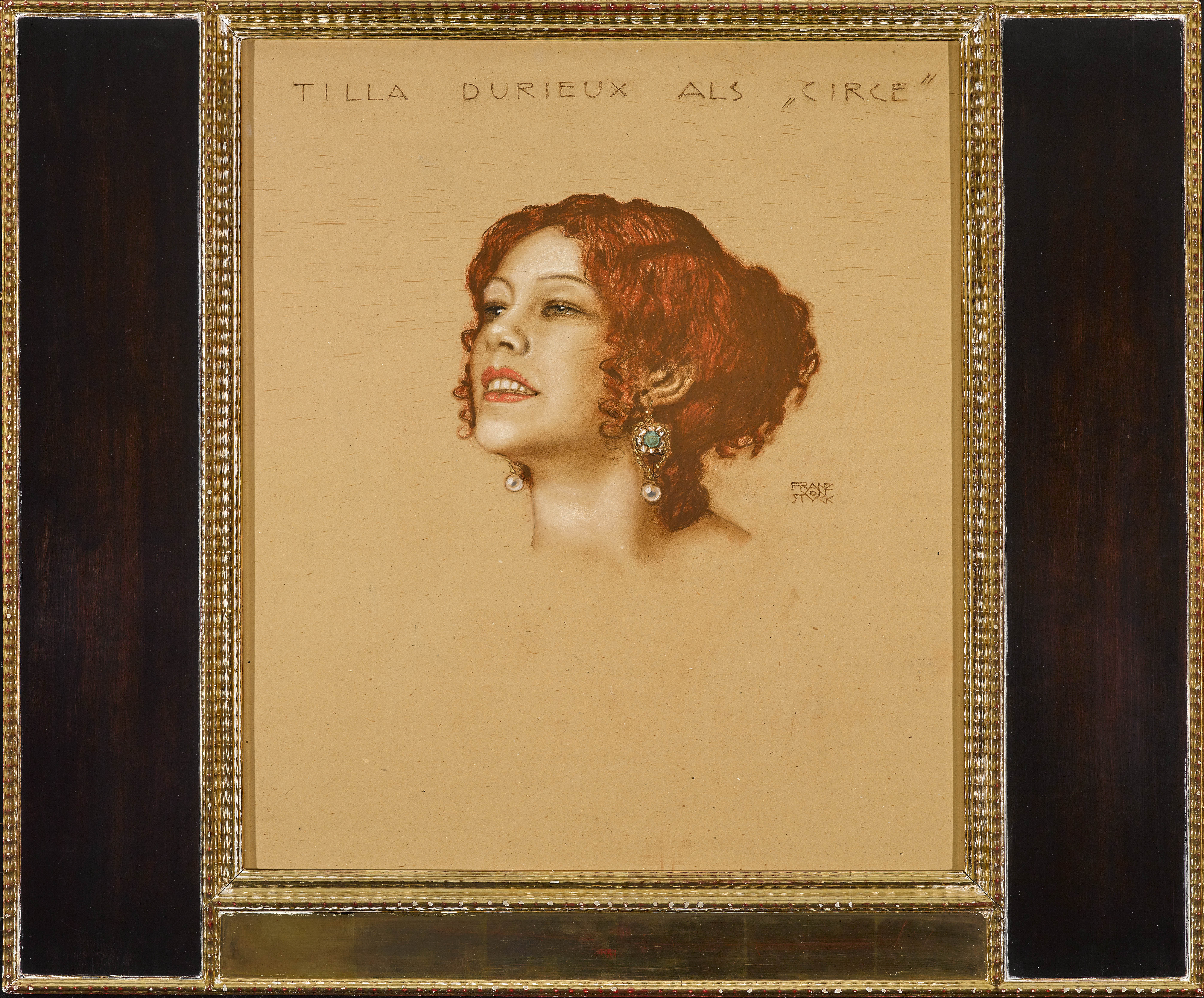
Tilla Durieux als Circe, um 1912/1913

Von Arnold Böcklin angeregt, bevorzugte Stuck schwebend-unwirkliche Darstellungen aus dem Reich der Fabel und allegorische, symbolhafte Gestaltungen wie Die Sünde (1893) und Der Krieg (1894; beide Bayerische Staatsgemäldesammlungen, München). Viele seiner oft großformatigen Werke zeichnet eine lasziv-erotische Atmosphäre aus. Stucks Darstellungen von häufig nackten weiblichen oder männlichen Körpern, z. B. Der Kampf ums Weib (1905; Eremitage, St. Petersburg) trafen in Anbetracht der biederen Moralvorstellungen seiner Zeit auf eine ungewöhnlich starke Rezeption.
Beispielhaft für Stucks Vorstellungen eines Gesamtkunstwerks ist seine 1898 vollendete und durch das Bauunternehmen Heilmann & Littmann errichtete Villa an der Prinzregentenstraße in Bogenhausen mit selbstgeschaffenen Möbeln und Plastiken. Für diese Leistung wurde er 1928 kurz vor seinem Tod mit dem Ehrendoktortitel der Technischen Universität München ausgezeichnet. Heute ist die Villa Stuck ein Museum; die Wiedereröffnung erfolgte im März 2005 nach dreizehnjähriger Planungs-, Bau- und Restaurierungstätigkeit.
Stuck wurde lange Zeit als Repräsentant des Münchner Jugendstils gesehen. Das hat auch bewirkt, seine Villa später mit Sitz des „Jugendstil-Vereins Franz von Stuck“ als ein Jugendstil-Museum zu führen. Der Kunsthistoriker und zwischenzeitliche Leiter des Museums, Alexander Rauch, hat erstmals durch die 1992 in Passau, München, Wien, Aschaffenburg usw. gezeigte Ausstellung Franz von Stuck die eigentliche große Bedeutung Stucks als Künstler des Symbolismus erkannt und herausgestellt. Dies hatte eine gänzliche höhere Neubewertung seines Wirkens zur Folge. Vor allem die späteren Werke der 1920er Jahre – zuerst weit weniger beachtet – wurden dadurch als bedeutende Schöpfungen des deutschen, speziell Münchner Symbolismus erkannt. Der Katalogtext analysiert auch die gesamte Einrichtung und deren Bildfolge als ein raffiniertes Inszenarium symbolistischer Ideen, in die biographisch-persönliche Elemente mit esoterisch-antiken Ideen verwoben sind.
Franz von Stuck starb im Alter von 65 Jahren.

## Grabstätte

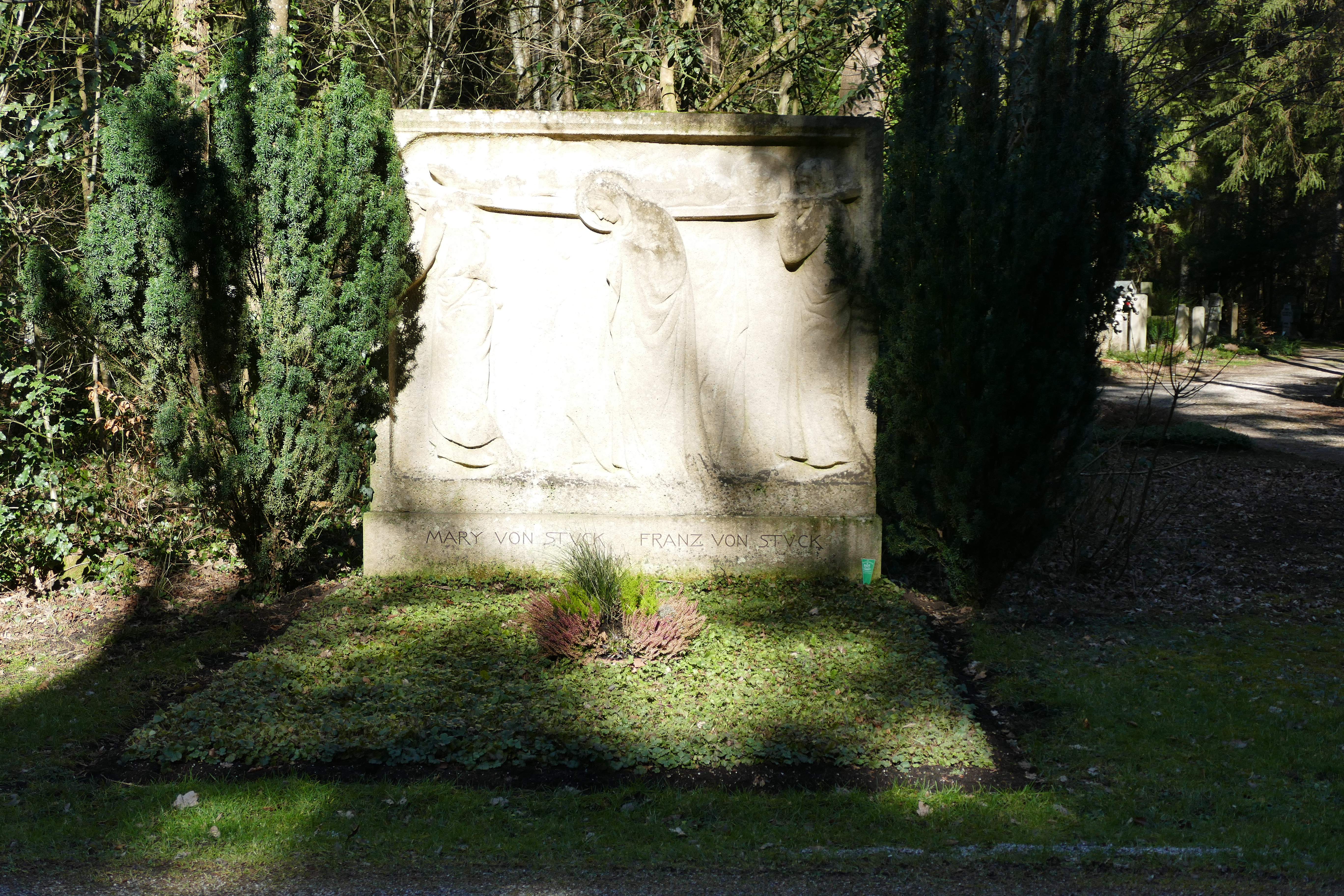
Grabstätte auf dem Münchner Waldfriedhof

Die Grabstätte von Franz von Stuck befindet sich auf dem Münchner Waldfriedhof  (Grabnr. 95-W-16).

## Familie
Franz von Stuck war der Stiefvater des Flugpioniers und Rennfahrers Otto Lindpaintner. Sein einziges leibliches Kind, Franziska Anna Marie-Louise, genannt Mary (1896–1961), stammte aus einer Liebesbeziehung mit Anna Maria Brandmaier (1875–1944). Mary wurde 1904 mit Billigung des Prinzregenten von ihrem Vater Franz von Stuck und dessen Ehefrau Mary, verw. Lindpaintner (1865–1929, Eheschließung am 15. März 1897) adoptiert. Sie verehelichte sich 1917 mit dem damals 31-jährigen Konsul und Bauunternehmer Albert Heilmann.

## Schätzpreise
Für Ölgemälde von Stuck wurden im Rahmen internationaler Kunstauktionen auch schon Schätzpreise von bis zu 1,2 Millionen Dollar genannt.

## Werke (Auswahl)

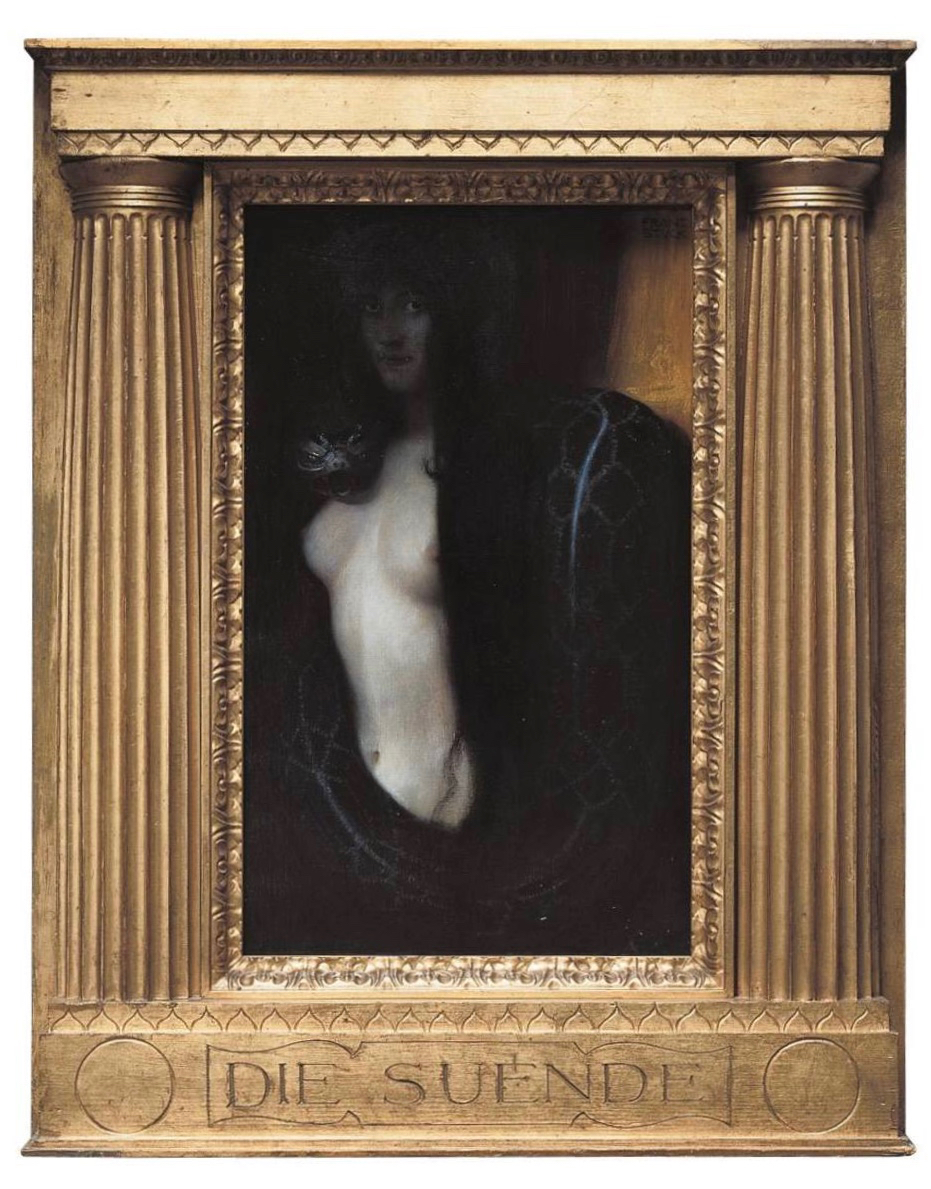
Die Sünde (1893), Neue Pinakothek

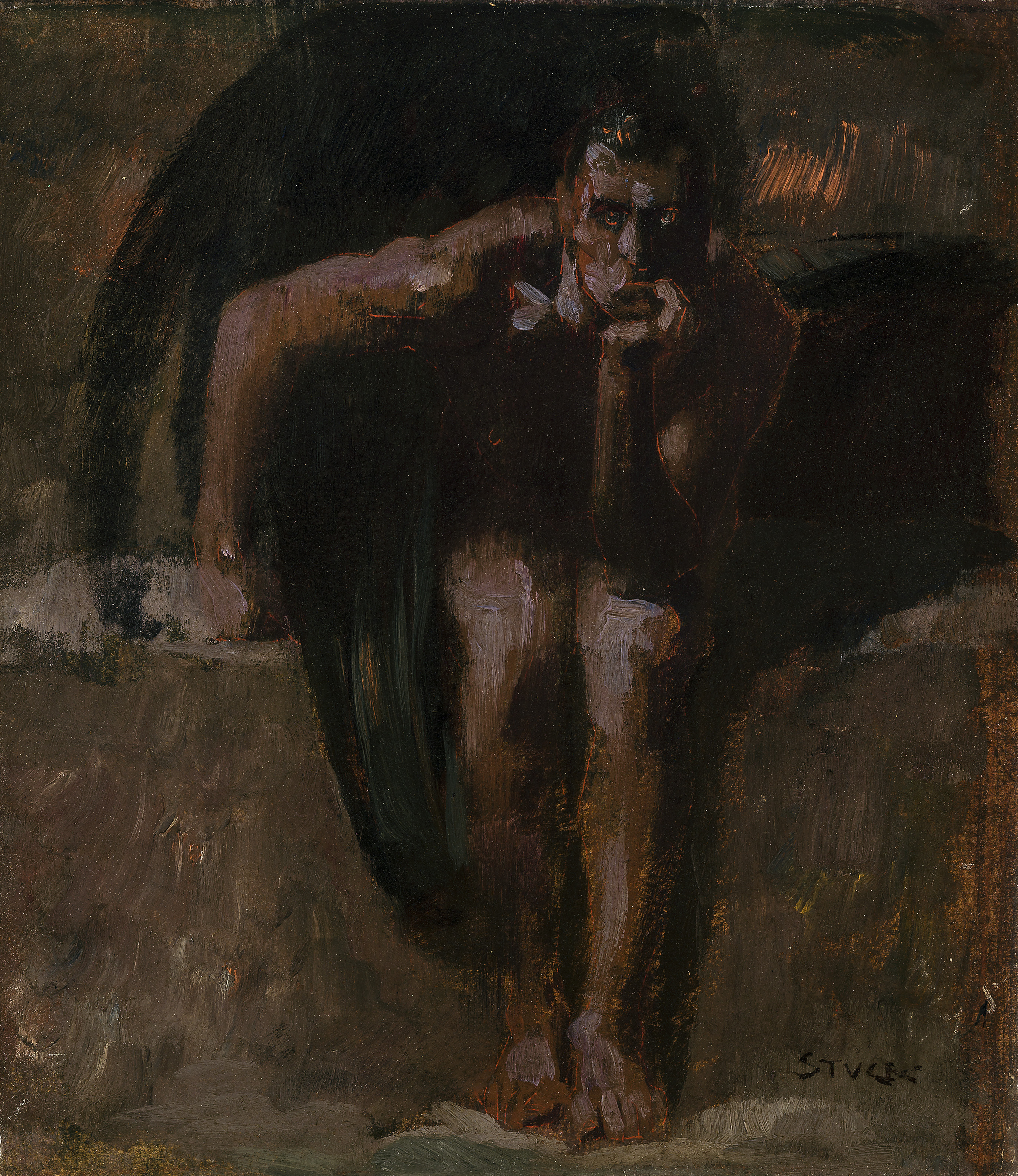
Franz von Stuck: Luzifer, um 1890

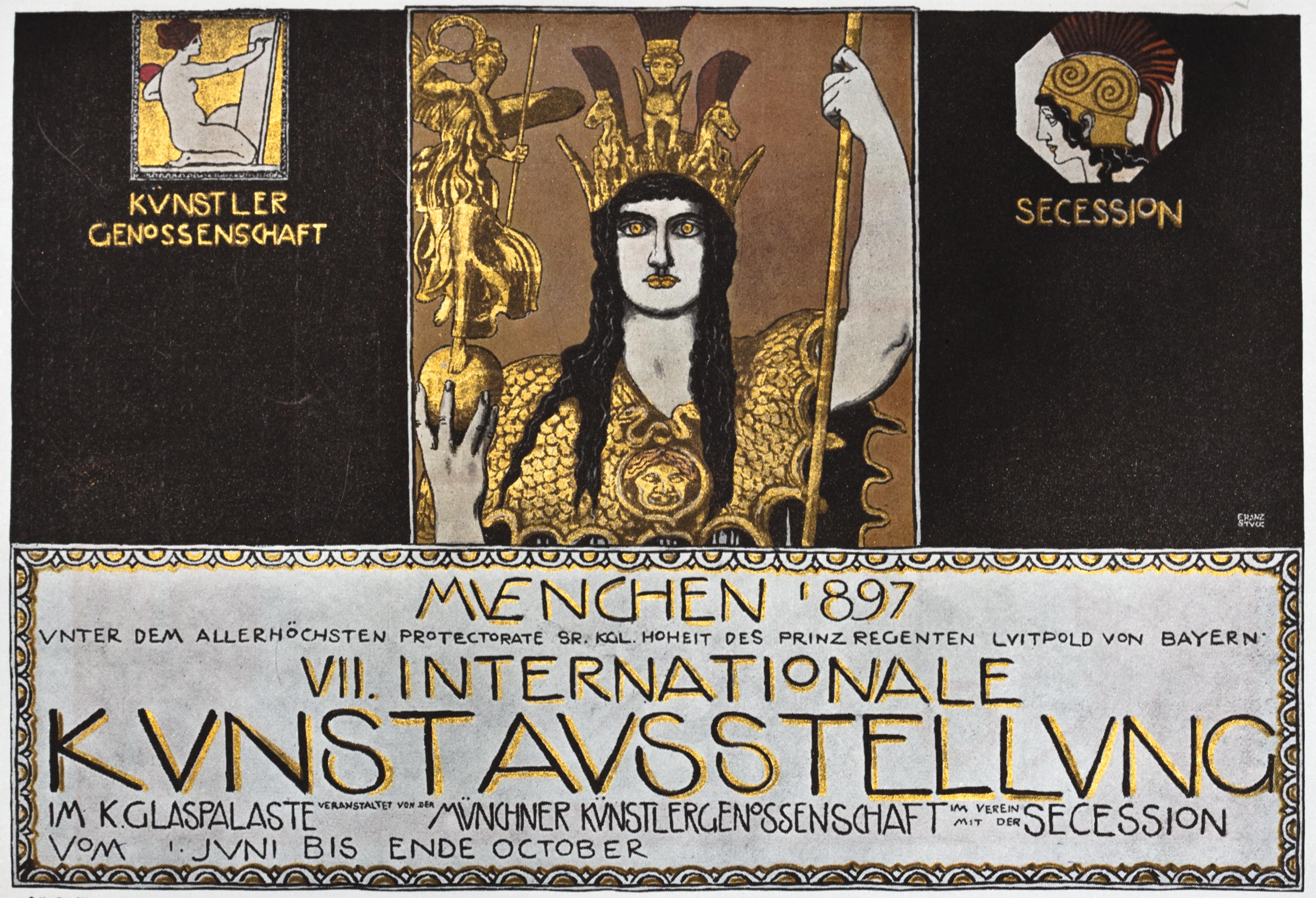
Stucks Plakat für die VII. Internationale Kunstausstellung München (1897)

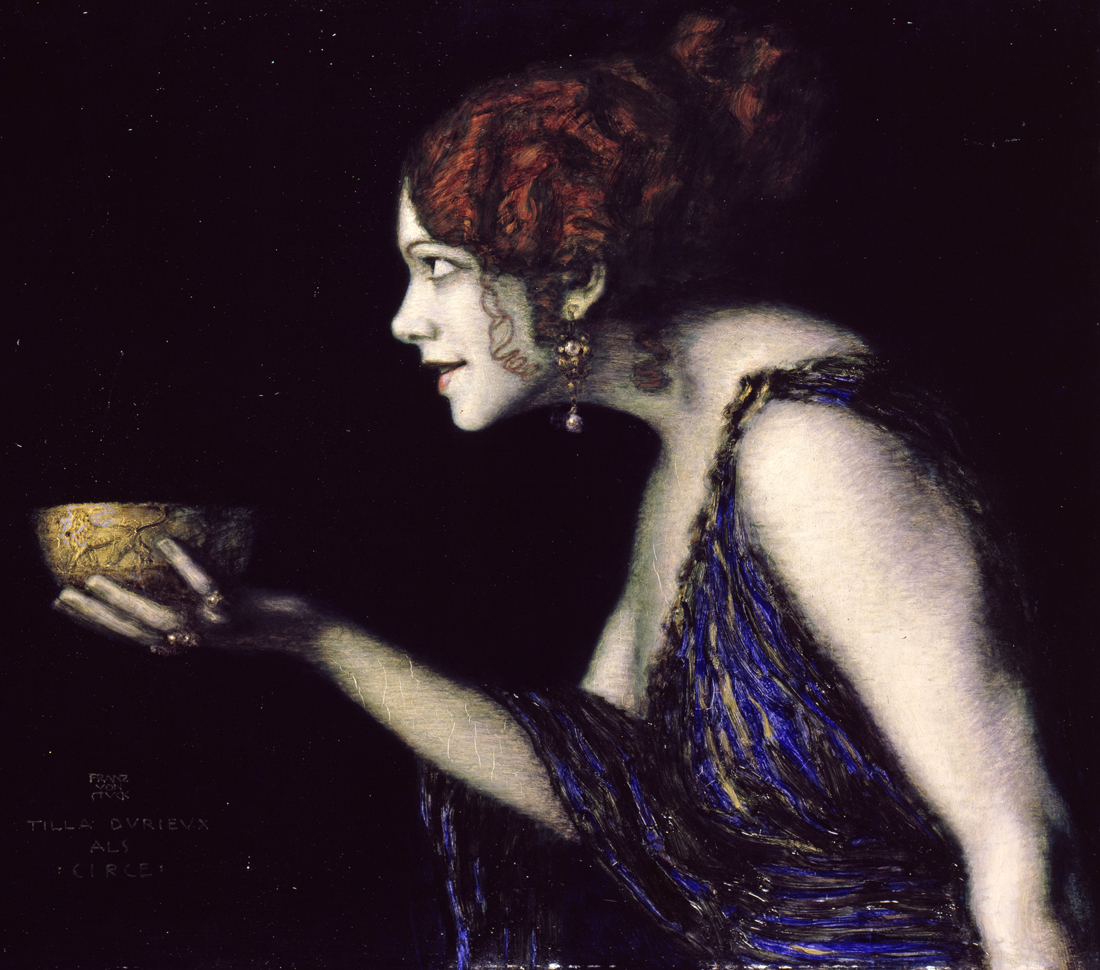
Tilla Durieux als Circe (1912)

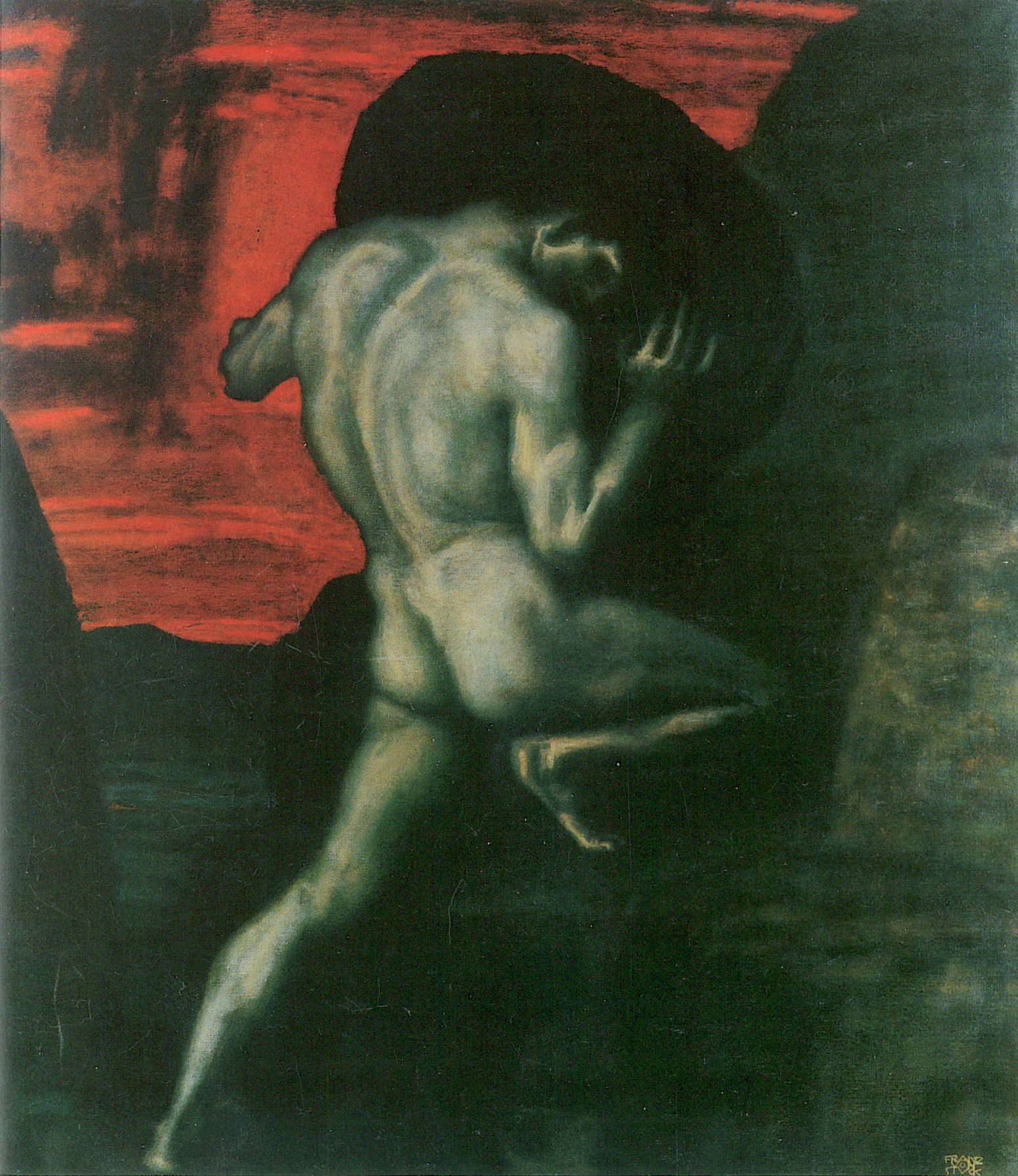
Sisyphus (1920)

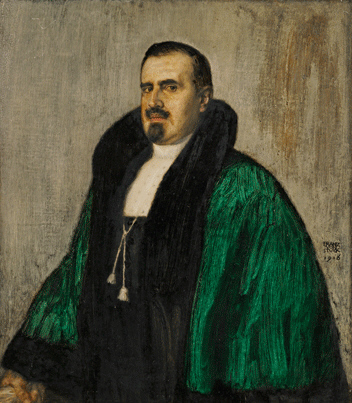
Porträt Josef Albert Amann jr. (1916)

- Neckerei
- Der Krieg
- Die Sphinx
- Die Sünde
- Reitende Amazone (Bronzeskulptur)
- Salome
- Kampf ums Weib, 1903
- Rodelnde Kinder[12], 1908, Öl auf Leinwand, 40,40 × 50 cm, Staatsgalerie Stuttgart
- Frühlingsreigen, 1909, 115 × 100 cm, Öl und Tempera auf Holz, Hessisches Landesmuseum Darmstadt
- Plakat der Internationalen Hygiene-Ausstellung Dresden 1911
- Frühling
- Dissonanz
- Der Wächter des Paradieses
- Amor Imperator.
- Adam und Eva, 1920–1928, Städelsches Kunstinstitut, Frankfurt am Main.
- Luzifer
- Ludwig van Beethoven, Hochrelief (Skulptur), Musée d’Orsay, Paris

## Werke in öffentlichen Sammlungen

### Argentinien
- Museo Nacional de Bellas Artes, Buenos Aires[13]

### Belgien
- Musée d’Ixelles – Museum van Elsene, Brüssel

### Deutschland
- Alte Nationalgalerie, Berlin
- Kunstsammlungen Chemnitz, Chemnitz
- Hessisches Landesmuseum, Darmstadt
- Städelsches Kunstinstitut, Frankfurt
- Oberhessisches Museum, Gießen
- Niedersächsisches Landesmuseum, Hannover
- Neue Galerie, Kassel
- Wallraf-Richartz-Museum, Köln
- Landesmuseum Mainz, Mainz
- Neue Pinakothek, München
- Staatliche Graphische Sammlung München
- Villa Stuck, München
- Städtische Galerie im Lenbachhaus, München
- Gemälde- und Skulpturensammlung der Stadt Nürnberg, Nürnberg
- Museum Georg Schäfer, Schweinfurt
- Staatliches Museum Schwerin, Schwerin
- Museum Baden, Solingen

### Frankreich
- Musée d’Orsay, Paris

### Italien
- Museum Revoltella, Triest
- Galleria d’Arte Moderna, Palermo

### Niederlande
- Van Gogh Museum, Amsterdam

### Österreich
- Belvedere, Wien

### Russland
- Eremitage, St. Petersburg

### Schweiz
- Kunstmuseum St. Gallen, St. Gallen
- Museum Langmatt, Baden AG

### Ungarn
- Ungarische Nationalgalerie, Budapest

### USA
- Fogg Art Museum, Cambridge, Massachusetts

## Schüler
| - Josef Albers - Karl Arnold - Alf Bayrle - Karl Blocherer - Robert Jakob Bock - Max Brüning - Hans Bunge-Ottensen - Fritz Burger-Mühlfeld - Giorgio de Chirico - Julius Ussy Engelhard - Gustav Essig - Hermann Finsterlin - Benjamin Godron - Erwin Henning - August Heitmüller - Marcel René von Herrfeldt - Eugen von Kahler - Wassily Kandinsky - Karl Keck - Paul Klee - Albert Kohler - Otto Kopp - Carl Kunst - Otto von Kursell - Rudolf Levy - Hermann Lismann | - Fritz Mühlbrecht - Richard Mund - Wolf Panizza - Hanns Pellar - Richard Pietzsch - Hans Purrmann - Leo Rauth - Florenz Robert Schabbon - Christian Schad - Alexander von Salzmann - Walter Schnackenberg - Josef Seché - Karl Staudinger - Hugo Steiner-Prag - Paul Stollreither - Walter Trier - Emil Weber - Albert Weisgerber - Wilhelm Köppen |

## Ehrungen
- 1889: Goldmedaille im Glaspalast, für das Gemälde Der Wächter des Paradieses
- 1897: Goldmedaille auf der Dresdner Kunstausstellung
- 1900: Goldmedaille auf der Pariser Weltausstellung
- 1924: Geheimrat
- 1926: Mitglied der königlichen Akademie der Bildenden Künste in Stockholm (1926)
- 1928: Dr. Ing. e. h. der Technischen Hochschule München